# Черпук Южный
Черпук Южный — базальто-пирокластиковый  вулкан, расположенный на полуострове Камчатка, Россия.

## Описание
Находится на Срединном хребте, в Ичинском вулканическом районе. Представляет собой конус-купол, окружённый потоками андезитовой лавы, расположен на юго-западе от вулкана Ичинская сопка.
Высота Южного Черпука 1778 метров.
Северо-восточнее Южного Черпука расположен Северный Черпук высотой 1679 м. Недалеко от Южного Черпука расположена высшая точка района к югу от озера Кетачан — гора Два Брата, 1918 метров. Юго-восточнее центра расположена вершина Моренная (1515 м).
Деятельность вулкана относится к голоцену.